# 邁茲 (喬治亞州)
邁茲（英語：Mize）是位於美國喬治亞州斯蒂芬斯縣的一個非建制地區。該地的面積和人口皆未知。

## 地理
邁茲的座標為34°28′24″N 83°20′13″W / 34.47333°N 83.33694°W，而該地的平均海拔高度為275米（即902英尺）。